# Refraktorski teleskop
Refraktorski teleskop ili refraktor (njem. Refraktor, prema lat. refractus: slomljen) je vrsta optičkog teleskopa koja koristi leću kao objektiv. Prema optičkoj shemi razlikuju se astronomski ili Keplerov dalekozor i Galilejev dalekozor. Refraktor s najvećim objektivom od 102 centimetra postavljen je 1897. u zvjezdarnici Yerkes (SAD). Prvi refraktori imali su jednostavne leće s pogreškama. Veće akromatske leće izrađivane su od 18. stoljeća, pošto je Joseph von Fraunhofer svladao tehniku izradbe optičkih stakala. Refraktori su omiljeni za vizualna opažanja u amaterskoj astronomiji; upotrebljavaju se za opažanje Sunca i u astrometriji.

## Vrste
Prvi dalekozor konstruirao je vjerojatno u Italiji oko 1590. Giambattista della Porta. Saznavši za to otkriće, izradio ga je i Galileo Galilei i opisao način njegove izradbe. Godine 1609. otkrio je Galilei s pomoću dalekozora Jupiterove satelite, Saturnov prsten i pjege na Suncu. Po Keplerovoj teoriji o dalekozoru (1611.) izgrađen je prvi astronomski (Keplerov) dalekozor (teleskop), koji se u astronomiji održao do danas.

### Galilejev dalekozor
Galilejev dalekozor je vrsta refraktora kojemu je objektiv sabirna (konveksna) leća, a okular rastresna (konkavna) leća. Galilejev dalekozor se sastoji od sabirne leće s velikom žarišnom daljinom i rastresne leće s malom žarišnom daljinom. Prva leća služi kao objektiv, a druga kao okular. Pri promatranju predmeta namjesti se razmak leća tako da se stražnje žarište jedne i druge leće podudara. Ako je f1 žarišna daljina objektiva, a f2 žarišna daljina okulara, onda je razmak objektiva i okulara:
{\displaystyle l=f_{1}-f_{2}}
a to je ujedno duljina dalekozora. Objektiv od sitnog dalekog predmeta načini realnu i obrnutu sliku. No prije negoli ta slika nastane, udare zrake na okular. Za okular je zamišljen (imaginaran) svjetli predmet od kojeg nastane prividna (virtualna), uspravna i povećana slika.

### Keplerov teleskop
Keplerov teleskop ili Keplerov dalekozor je teleskop s dvjema sabirnim (konveksnim) lećama, koji daje široko vidno polje i obrnutu sliku predmeta. Primjenjuje se u astronomiji za određivanje kutne udaljenosti ili kutnog promjera između promatranih nebeskih tijela. Izumio ga je Johannes Kepler 1611.
Keplerov teleskop se sastoji od dviju sabirnih leća, to jest objektiva i okulara kojih je razmak jednak zbroju njihovih žarišnih daljina. Stoga je duljina ovog dalekozora l:
{\displaystyle l=f_{1}+f_{2}}
Objektiv ima veliku žarišnu daljinu (na zvjezdarnicama obično od 6 do 8 metara) i stvara od dalekog predmeta umanjenu, stvarnu (realnu) i obrnutu sliku blizu žarišta. Objektiv je relativno velik kako bi u dalekozor ušlo što više svjetlosti. Okular je povećalo sa žarišnom daljinom oko 3 centimetra koja povećava sliku predmeta dobivenu pomoću objektiva. Stvarna slika dalekog predmeta koju daje objektiv veća je što je veća žarišna daljina. 
Kod promatranja zvijezda nastaje njihova slika u žarištu. Međutim, tu se ne radi o povećanju slike već o pojačanju svjetlosti koja dolazi u oko. Oko zamjećuje dvije točke kao različite ako njihov razmak vidi pod kutom koji nije manji od 1’. Takvo se povećanje vidnog kuta ne može postići za zvijezde ni najvećim dalekozorom. Stoga se u dalekozoru vide zvijezde kao svijetle točke. Međutim je količina svjetlosti koja sa zvijezda dolazi kroz dalekozor u oko razmjerna (proporcionalna) s površinom predmeta, te se pomoću jakog dalekozora mogu vidjeti i zvijezde koje se okom ne mogu vidjeti. Keplerov dalekozor daje obrnutu sliku predmeta što je za astronomska i geodetska mjerenja bez važnosti.

### Meridijanski krug
Meridijanski krug je najvažniji instrument za određivanje koordinata zvijezda (deklinacija i rektascenzija) s najvećom točnošću, te za mjerenje zvjezdanoga vremena. Postavlja se u altazimutnoj montaži, tako da se može pomicati duž nebeskoga meridijana, pa se zvijezde promatraju pri prolazu kroz taj meridijan.

### Pasažni instrument
Pasažni instrument (prema franc. passage: prolaz) je astrometrijski teleskop za određivanje vremena i koordinata nebeskih tijela. Postavlja se na osovinu u smjeru istok–zapad, te se pokreće samo u smjeru sjever–jug. Objekti se promatraju pri prolazu kroz nebeski meridijan. Koristi se sve rjeđe, jer je od njega svestraniji i precizniji meridijanski krug.

### Univerzalni instrument
Univerzalni instrument je vrsta teleskopa s altazimutnom montažom koji služi za mjerenje kutne visine i azimuta nebeskih tijela (horizontski koordinatni sustav). Posebnost mu je u tome što je okularni dio teleskopa u vodoravnoj osi okomit na objektivni dio, tj. na smjer promatranja i na visinski krug. Za očitavanje kutne visine i azimuta služe vertikalni i horizontalni krug s preciznom kutnom podjelom koja se očitava s pomoću mikroskopa. Teodolit je oblik prijenosnog univerzalnog instrumenta.

### Vertikalni krug
Vertikalni krug je astrometrijski teleskop za vrlo točno mjerenje kutne visine nebeskih tijela. Učvršćen je tako da se pokreće u bilo kojoj vertikalnoj ravnini.

### Zenitni teleskop
Zenitni teleskop je astrometrijski teleskop za vrlo točno mjerenje razlika zenitnih daljina zvijezda i određivanje zemljopisne širine. Jednostavno postavljanje u vertikalnoj ravnini dopušta korištenje zrcala velike mase. Koristio se za mjerenje kolebanja zemljopisnog pola, što su danas preuzela mnogo točnija radioastronomska mjerenja položaja kvazara. Veliki zenitni teleskop s udubljenom površinom rotirajuće žive kao zrcalom (promjera 6 m i mase oko 3 tone) izgrađen je 2004. u Kanadi (70 km istočno od Vancouvera). Koristi se za astrofizička promatranja (mjerenje crvenoga pomaka galaktika i kvazara, te za otkrivanje dalekih supernova).